# Дзвоники персиколисті

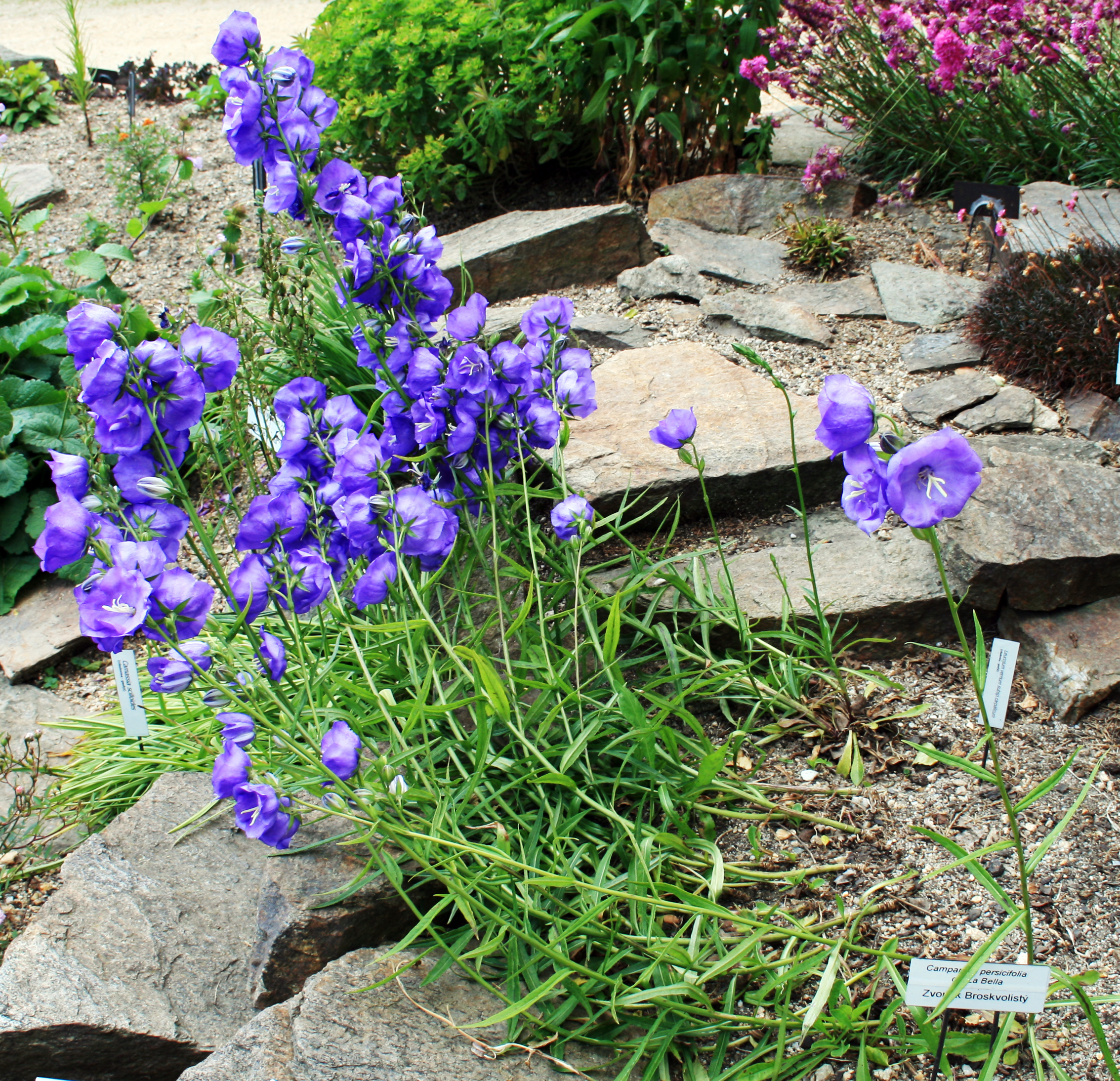
У ботсаду міста Ліберець (Чехія)

Дзво́ники персиколи́сті (Campanula persicifolia L.) — вид рослин роду дзвоники. Добра декоративна рослина.

## Походження назви
Назва роду походить від латинського слова, що означає «дзвоник», і пов'язана з формою квіток. Видова назва утворена від латинських слів, що означають «персик» і «листок» (листки рослини подібні до листків персика).

## Морфологічна характеристика

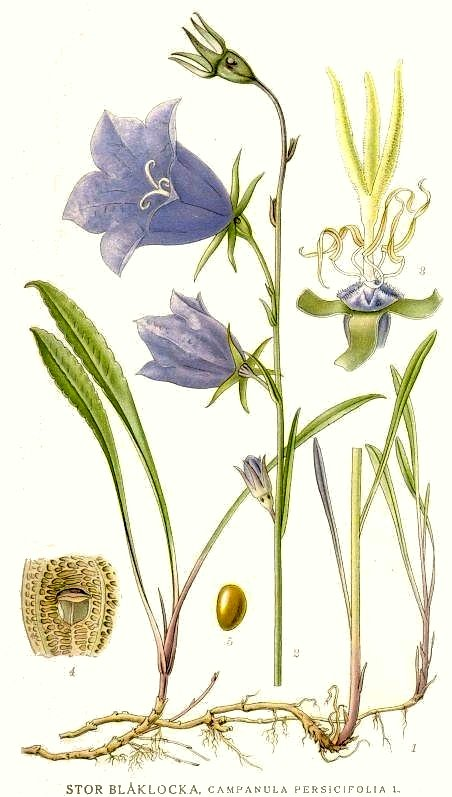
Дзвоники персиколисті, ілюстр. з довідника Карла Ліндмана

Рослина висотою 30—80 см, з повзучим кореневищем і прямостоячим стеблом, вкритим вузькими ланцетними і лінійними листками. Великі (до 4 см у довжину) квітки зібрані по 2—6 у однобічне китицеподібне суцвіття. Віночок 5-лопатевий, синій, рідко білий. Чашечка 6-роздільна. Тичинок 5, маточка одна з 3-роздільною приймочкою. Плід — 3-гнізда коробочка. Насіння яйцеподібне, 1 × 0.5 мм, буре, блискуче. Цвіте у червні — липні.
Дзвоники — перехреснозапильні рослини. Пиляки довгі, на коротких тичинкових нитках, у нижній частині розширених і увігнутих, з торочками на краях. Між торочками є вузенькі щілини, в які лише бджоли та джмелі можуть просунути свої довгі хоботки і дістати нектар, що міститься в глибині квітки. Квіткові бруньки і бутони звернені вгору, але як тільки квітка розкриється, квітконіжка її загинається донизу, і квітка поникає. Квітка цвіте протягом тижня. Після цвітіння квітконіжка випрямляється і коробочка спрямовується верхівкою вгору. В коробочці відкриваються дірочки, крізь які висипається насіння; у дощову погоду дірочки закриваються. У квітках нерідко ночують дрібні комахи. Вночі всередині квіток температура вища, ніж навколишнього повітря.

## Охорона
Вид занесено до Переліку регіонально рідкісних рослин Сумської області.  [Архівовано 23 січня 2022 у Wayback Machine.]

## Поширення
Вид зростає у Європі, Туреччині, Західному Сибіру та Казахстані; інтродукований до Канади, США, Великої Британії.
Росте в світлих лісах, на галявинах, лісових луках, схилах, у чагарниках в усій Україні, крім південних степових районів.

## Використання
Декоративна рослина. Листки можна вживати сирими чи вареними, вони багаті вітамінами. Корінь і квіти також можна вживати.